# Joseph Nikolaus Allgeyer

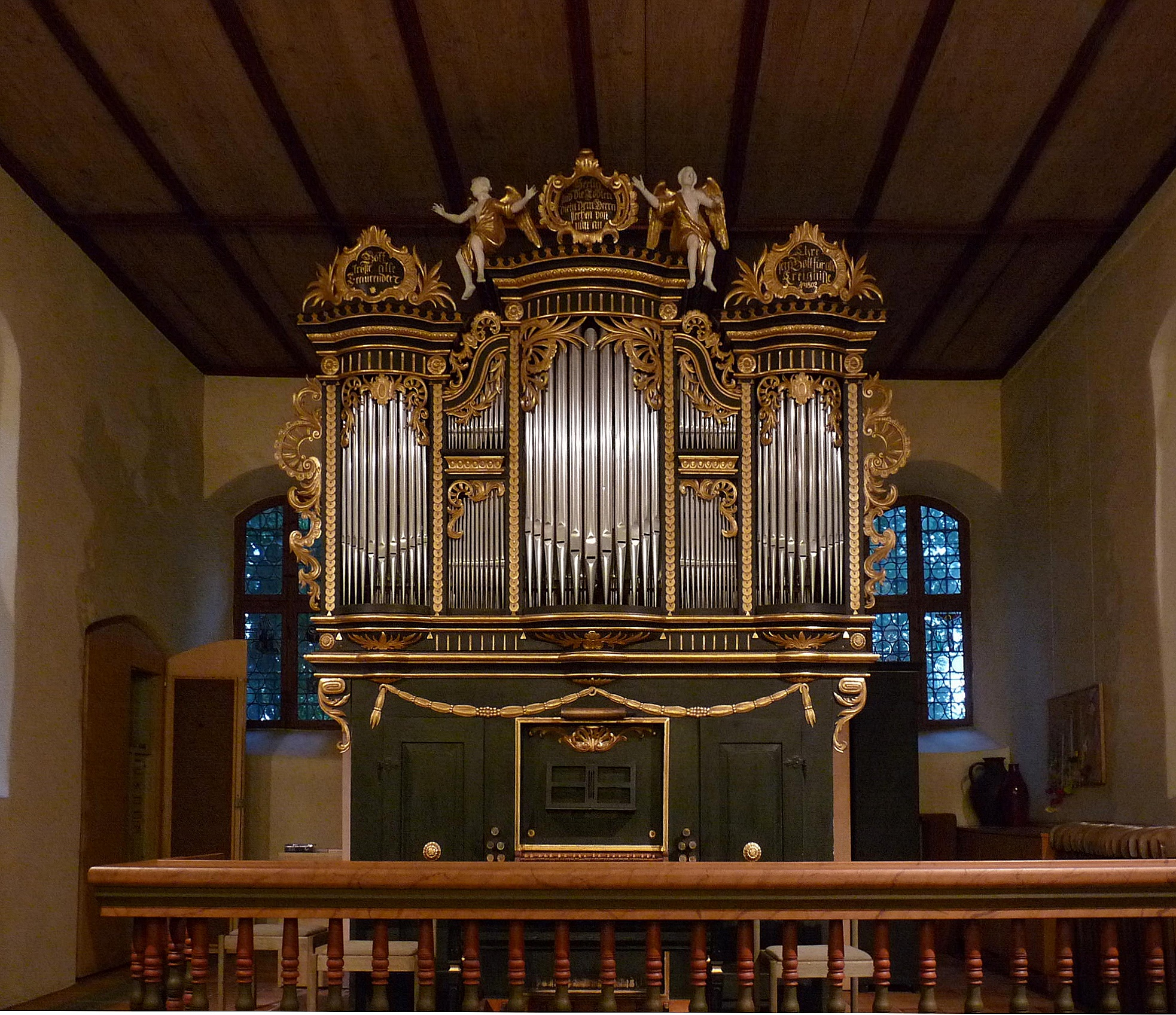
Orgel von 1802 in der Aalener Johanneskirche

Joseph Nikolaus Allgeyer (* 1775 in Wasseralfingen; † 1843 ebenda) war ein deutscher Orgelbauer.

## Leben
Allgeyer entstammte der weit bekannten Hofener Orgelbauer-Dynastie Allgeyer. Er war Sohn des Wasseralfinger Orgelbauers Joseph Narzissus Allgeyer. 1773 heiratete er seine ebenfalls aus Wasseralfingen stammende Ehefrau Maria Anna Betzler (1773–1824). Sein Sohn Benedikt Allgeyer führte den Traditionsbetrieb fort.
Allgeyer übernahm den Orgelbaubetrieb seines Vaters. 1804 baute er eine Orgel für die Pfarrkirche in Hofen, welche von seinem Großonkel Johann Georg Allgeyer d. J. gestiftet wurde. Diese Orgel war bis 1896 in Betrieb.